# Решетниково (Омская область)
Реше́тниково — деревня в Большереченском районе Омской области. Входит в Такмыкское сельское поселение.

## География
Расположена в 200 км от города Омск, в 70 км от города Тара, недалеко от реки Иртыш.

## История
Деревня образована в 1733 году в составе слободы Такмыкской Тарского воеводства братьями Решетниковыми.
В 1734 году через деревню проезжал немецкий учёный Г. Ф. Миллер. Позже он описал здешнее место, описывая реки и озёра: «Деревня Таксай, на восточном берегу, в 4 верстах от Решетниковой. Деревня Решетникова, на западном берегу, в 9 верстах от Мешковой. Деревня Таксай, на восточном берегу, в 4 верстах от Решетниковой. Татмыцкая, или Шипицина, слобода, на западном берегу, в 10 верстах от Решетниковой».
В 1761 году в деревне жили 105 человек, в 1795 году — 195, в 1857 году — 411 душ. 90 % жителей составляли государственные крестьяне. В 1909 году число жителей деревни составляло 560 человек.
В 1782 году деревня вошла в состав Такмыкской волости Тарского уезда.
В 1858 году деревня становится центром образованного самостоятельного Решетниковского сельского общества.
В июне 1867 года близ деревни тарским купцом II гильдии Е. Н. Малаховым были произведены раскопки курганов при реке Иртыш, где были найдены черепа и другие вещи.
На 1868 год имелась часовня православная в честь святых апостолов Петра и Павла. Деревня была приписана к православному приходу церкви в селе Такмык. Казённая деревня находилась при реке Иртыш.
В 1897 году по переписи населения Российской Империи в деревне проживало 598 человек, из них 585 человек были православными.
На 1903 год имелась часовня, хлебо-запасный магазин. Располагалась при реке Иртыш на просёлочной дороге.
21 июня 1909 года жители деревни участвовали во II однодневной выставке местного молочного скота, проходившей в селе Евгащино.
На 1909 год имелась часовня, хлебо-запасный магазин, 2 торговые лавки, пожарный сарай.
На 1912 год имелась часовня и сепаратор, принадлежавший частному лицу.
В 1916 году в деревне располагалось пять ветряных мельниц, часовня Петра и Павла. Жители деревни занимались маслоделием. В 1920 в деревне были уже маслозавод и две маслобойки.
В 1925 году входит в Красноярский сельский совет Евгащинского района Тарского округа Сибирского края.
На 1926 год имелось 128 хозяйств и 668 человек.
В 1934 году входит в Такмыкский сельский совет Большереченского района Тарского округа Омской области.
В годы Великой Отечественной войны 95 жителей деревни ушли на фронт, из них 66 погибли на полях сражений.
В послевоенное время жители деревни поднимали хозяйство. В 1951 году житель деревни А. А. Баженов был награждён Орденом Трудового Красного Знамени за доблестный труд.
На 1 марта 1991 года деревня являлась отделением совхоза «Дзержинский».
На 2011 год насчитывался 361 человек и 122 двора. Имелась библиотека. Территория деревни составляла 2 кв.км.
Улицы в деревне: Иртышская, Новая, Советская, Школьная.

## Население
- 1795 — 154 человека (76 м — 78 ж);
- 1868 — 380 человек (184 м — 196 ж);
- 1893 — 458 человек (255 м — 203 ж);
- 1897 — 598 человек (227 м — 322 ж);
- 1903 — 522 человека (244 м — 278 ж);
- 1909 — 561 человек (284 м — 277 ж);
- 1912 — 567 человек православных;
- 1926 — 668 человек (309 м — 359 ж);
- 2010 — 361 человек.

| 1926 | 2002 | 2010 | 2021 |
| ---- | ---- | ---- | ---- |
| 668  | ↘421 | ↘292 | ↘177 |